# 瓦兰曾戈
瓦兰曾戈（義大利語：Vallanzengo），是意大利比耶拉省的一个市镇。总面积3平方公里，人口231人，人口密度77.0人/平方公里（2009年）。ISTAT代码为096072。